# Salome Pitschen
Salome Pitschen (* 1966 in Basel) ist eine Schweizer Filmproduzentin, Filmregisseurin und Filmeditorin.

## Leben
Pitschen ist 1966 in Basel geboren und seit 1985 in Zürich wohnhaft, wo sie zunächst von 1985 bis 1987 an der Eidgenössischen Technischen Hochschule Architektur studierte. Bis 1995 schloss sie weitere Studien in den Fächern Germanistik, Filmwissenschaften und Kunstgeschichte an der Universität Zürich daran an, die sie mit einem Lizentiat in Film bei Christine Noll Brinckmann beendete. New York mit fünf Kurzfilmen und Toronto (Schnittassistenz) folgten als weitere Studienorte. Seit 2000 arbeitet sie als unabhängige Filmemacherin und Filmeditorin und gründete 2003 ihre eigene Produktionsfirma namens Settebello.

## Filmografie (Auswahl)
- 1998: «Letter to the Unconscious», Experimentalfilm (Produktion, Regie, Kamera, Schnitt), 6 Minuten, gezeigt auf den Solothurner Filmtagen 1999
- 1999: «Ein Zufall im Paradies», Dokumentarfilm von Matthias von Gunten (Schnitt-Assistenz), 88 Minuten
- 2001: «Venus boyz», Dokumentarfilm von Gabriel Baur (Regieassistenz, Kamera, Schnitt), 104 Minuten
- 2002: «ZüriWest - am Blues vorus», Dokumentarfilm über die Schweizer Rockband Züri West von Annina Furrer & Regula Begert (Schnitt), 75 Minuten
- 2002: «Oui! - 24 Stunden oder ein ganzes Leben?», Dokumentarfilm für die Expo 02 in Yverdon-les-Bains (Regie, Schnitt), DVCAM, 14 Minuten
- 2005: «Das Zürcher Schauspielhaus – Mythos und Wirklichkeit», zwei TV-Filme von Peter Reichenbach und Beat Lenherr (Schnitt), 52 und 59 Minuten
- 2006: «Begegnungen mit der Malerin Maria Hafner», Dokumentarfilm von Konstanze Binder (Produktion, Kamera, Schnitt), DV, 64 Minuten
- 2006: «mittendrin – 5 Frauen, 5 Jahreszeiten», Dokumentarfilm (Produktion, Regie, 2. Kamera, Schnitt), DVCam, 89 Minuten
- 2008: «Alice – Paris», Spielfilm von Stefan Muggli (Schnitt), S16mm/HDCAM, 22 Minuten
- 2009: «Memorizer – Der Sammler Andreas Züst», zehn Interviews von Peter Mettler (Schnitt), XDCAM, je ca. 14–20 Minuten
- 2010: «Wätterschmöcker», - in hochdeutsch in etwa: die Wetterriecher -, Dokumentarfilm von Thomas Horat (Produktion, Kamera, Schnitt), 35mm, 98 Minuten
- 2013: «Rock'n'Roll Kingdom», Dokumentarfilm von Thomas Horat und Luzius Wespe (Schnitt), HD, 80 Minuten
- 2013: «Alpsummer», Dokumentarfilm zusammen mit Thomas Horat (Produktion, Kamera, Schnitt), HD, 89 Minuten
- 2018: «Being with Animals», Dokumentarfilm (Produktion, Regie, Schnitt), HD, 91 Minuten
- 2019: «Die Rückkehr der Wölfe», Dokumentarfilm von Thomas Horat (Produktion), HD, 90 Minuten

## Auszeichnungen
- 2013 für «Alpsummer»: Platinum Reel Award, Las Vegas[3]
- 2014 für «Alpsummer»: drei Filmpreise am BendFilm Festival, Oregon, USA[3]
- 2019 für «Being with Animals»: Prize of Excellence des Japan Art Center, Tokio, Japan
- 2020 für «Being with Animals»: Merit Award des Awareness Film Festivals, Los Angeles, USA